# Peter Borwein
Peter Benjamin Borwein (Saint Andrews, 10 maggio 1953 – 23 agosto 2020) è stato un matematico canadese.
È noto soprattutto per aver sviluppato, assieme a David Harold Bailey e Simon Plouffe, la formula Bailey-Borwein-Plouffe, un algoritmo usato per il calcolo veloce di pi greco con i computer.
Si è laureato in matematica nel 1979 all'Università della Columbia Britannica. Nel 1990 è diventato professore alla Dalhousie University di Halifax e dal 1993 è stato professore alla Simon Fraser University di Burnaby.
Anche suo fratello Jonathan Michael Borwein, con cui lavorava spesso, è un matematico.
Nel 1993 è stato insegnito del Premio Chauvenet.

## Opere
- Con Jonathan Borwein: Pi and the AGM, Wiley Interscience, 1998, ISBN 047131515X.